# Chronique latine des rois de Castille
La Chronique latine des rois de Castille (Chronica latina regum Castellae en latin, Crónica latina de los reyes de Castilla en espagnol, aussi appelée Chronique de Castille) est une histoire des rois de Castille écrite en latin durant le règne de Ferdinand III qui va depuis la mort du légendaire comte Ferdinand González de Castille jusqu'à la conquête de Cordoue par ce roi en 1236. Elle fut écrite très probablement par l'évêque d'Osma Juan de Soria chancelier du roi Ferdinand III entre 1217 et 1239.
La chronique contient fondamentalement le récit des faits concernant Alphonse VIII et Ferdinand III, les monarques qui de manière prioritaire sont mis en valeur dans cette œuvre, conçue comme un miroir des princes et destiné aux intellectuels de la cour.
Charlo Brea affirme que l'histoire, dans une première version, s'interrompait de manière abrupte avec la mort de Alphonse IX et à partir de là, et dans une seconde étape, un autre auteur — ou Juan de Soria lui-même, selon Francisco J. Hernández— aurait continué l'œuvre jusqu'à la conquête de Cordoue entre 1236 et 1239. Inés Fernández-Ordóñez, en 2006, postule une rédaction en trois étapes entre 1223 et 1237 et réaffirme l'autorité unique de l 'évêque d'Osma.
La chronique, à la différence de ses contemporaines, le Chronicon mundi et le De rebus Hispaniae, est rédigée avec un style fluide à partir de la documentation de la chancellerie royale (propre à son travail comme écrivain du roi) et à partir des souvenirs de l'auteur (qui a été témoin de beaucoup des faits qu'il raconte), se servant rarement de la compilation de sources écrites, méthode centrale des histoires de Luc de Tuy et Rodrigo Jiménez de Rada.
Juan de Soria, pourtant, défend dans son œuvre, les intérêts de la dynastie de Castille (qu'il sert, logiquement, par son emploi) face à ceux du royaume de León. Pour situer le Royaume de Castille dans le contexte international, il introduit de manière synchronique des notices sur le Maghreb, sur l'Empire byzantin ou sur le Royaume de France. Cette méthode (qui n'apparaît pas dans les œuvres de Luc de Tuy et celles de Rodrigo Jiménez de Rada), sera suivie dans la seconde moitié du XIIIe siècle par la General estoria et la Estoria de España.

## Éditions
- Luis Charlo Brea (ed.), Crónica latina de los reyes de Castilla, Cádiz, Universidad, 1984.  (ISBN 978-84-600-3487-2)
- María D. Cabanes Pecourt (ed.), Crónica latina de los reyes de Castilla, Zaragoza, Anubar, 1985.  (ISBN 978-84-7013-211-7)
- Luis Charlo Brea (ed.), Chronica latina regum castellae, en Chronica hispana saeculi XIII, Corpus Christianorum. Continuatio Mediaevalis, Turnholthi, Brepols (Belgium), 1997, págs. 7-118.

## Traductions
- Luis Charlo Brea (ed.), Crónica latina de los reyes de Castilla, Madrid:, Akal, 1999, (Clásicos latinos medievales, 8)  (ISBN 978-84-460-0919-1)

## Sources
- (es) Cet article est partiellement ou en totalité issu de l’article de Wikipédia en espagnol intitulé « Crónica latina de los reyes de Castilla » (voir la liste des auteurs).